# René Zazzo
René Zazzo (1910–1995) was een Frans kinderpsycholoog die het door Alfred Binet ontwikkelde idee van de IQ-test rijp maakte voor gebruik. Zazzo interesseerde zich in het bijzonder voor de problemen van kinderen met dyslexie en achtergebleven mentale ontwikkeling.